# جیمز لنس
جیمز لنس (انگلیسی: James Lance؛ زادهٔ ۲۹ سپتامبر ۱۹۷۴) بازیگر اهل بریتانیا است.
از فیلم‌ها یا سریال‌های تلویزیونی که وی در آن نقش داشته‌است، می‌توان به بل آمی، ماری آنتوانت، برانسون، هتل بابل، آدمکشان میدسامر، انسان بودن، نگاه عشق، کتاب‌فروشی و لحظه والدو اشاره کرد.